# HRT (azienda)
HRT Hrvatska radiotelevizija (in italiano HRT Radiotelevisione croata) è l'ente pubblico radiotelevisivo della Repubblica di Croazia.
Trasmette canali radiofonici e televisivi, attraverso trasmettitori collocati su tutto il territorio nazionale (i quali coprono anche alcune aree della Bosnia ed Erzegovina a maggioranza croata e in piccola parte le regioni adriatiche italiane per l'effetto spillover era disponibile addirittura in televisione analogica nella costa adriatica in UHF) e mediante l'ausilio del satellite.
La Radiotelevisione Croata è suddivisa in tre unità: Radio croata (Hrvatski radio), Televisione croata (Hrvatska televizija) e Produzione musicale (Glazbena proizvodnja).
HRT riscuote il canone (la cui quota dipende dallo stipendio annuo medio croato, su cui si calcola l'1,5%; esso è dilazionato mensilmente) e trasmette pubblicità.

## Storia[1]
La Croazia è uno dei primi stati dell'Europa meridionale ad aver fondato un'emittente radio.
La Radio Televisione Croata, HRT, è l'erede diretta di Radio Stazione Zagabria (Radio stanica Zagreb), che iniziò le proprie trasmissioni il 15 maggio 1926 con la prima frase emessa: "Halo, halo! Ovdje Radio Zagreb!" ("Pronto, pronto! Qui Radio Zagabria!"). Nei primi quattordici anni della sua esistenza, Radio Stazione Zagabria fu posseduta da una compagnia privata, Radio Zagabria, poi nazionalizzata il 1º maggio 1940.
Negli anni dello Stato indipendente di Croazia, la stazione radiofonica assunse il nome Hrvatski krugoval. Dopo la Seconda guerra mondiale iniziò ad operare come stazione radiofonica di proprietà dello Stato. Radio Zagabria fu il primo ente pubblico di trasmissione dell'Europa sud-orientale. Alla fine del primo anno di trasmissione, Radio Zagabria aveva poco più di quattromila abbonati.
Nel trentesimo anniversario di Radio Zagabria, il 15 maggio 1956, il trasmettitore di Sljeme mandò in onda il primo programma televisivo, che era la trasmissione differita del segnale del Programma Nazionale della Televisione italiana, mentre il 7 settembre fu trasmessa in diretta l'apertura della Fiera di Zagabria. Nei due anni successivi, questa fu l'unica emittente televisiva nell'area dell'Europa sud-orientale.
La HRT è membro del UER (in croato EBU) dal 1950 ma il 1º gennaio 1993, data l'indipendenza ottenuta dal ex Jugoslavia, fu ammessa a pieno titolo come membro dell'Unione europea di radiodiffusione.
Il 12 settembre 2012 nasce la terza rete televisiva HRT 3.
Il 1º gennaio 2018 viene lanciata HRT 5, dal 2 gennaio 2019 rinominata HRT int., trasmessa solo via satellite (Eutelsat 16° est ed Eutelsat Hot Bird 13° est) e dedicata ai croati residenti fuori dai confini nazionali. Il canale, oltre a trasmettere programmi esclusivi, ripropone le migliori trasmissioni in onda su HRT1, HRT2, HRT3 e HRT4. È ricevibile in chiaro in Europa, in Nord America, Nuova Zelanda e Australia.

## Canali televisivi
- HRT 1 o Prvi program è il primo canale televisivo della HRT. È anche chiamato HTV1 (Hrvatska televizija, prvi program). Trasmette 24 ore.
- HRT 2 o Drugi program è il secondo canale televisivo, caratterizzato oggi da programmi sportivi (con particolare riferimento alle nazionali) e di intrattenimento. Fino a febbraio 2011 una piccola parte delle ore notturne prevedeva la chiusura delle trasmissioni con l'inno e il monoscopio. Da Giugno 2014 inizia le trasmissioni in HD. È anche chiamato HTV2 (Hrvatska televizija, drugi program).
- HRT 3 o Treći program è il terzo canale televisivo. Già negli anni ottanta la Croazia aveva un terzo canale pubblico, Z3, che chiuse quando il 16 settembre 1991 il trasmettitore di Sljeme, uno dei maggiori, fu attaccato nella guerra civile jugoslava. Il 7 novembre 1994 esso rinacque come HRT3, e chiuse le sue trasmissioni quasi 10 anni dopo per lasciare spazio alla nuova tv commerciale RTL Televizija. Il 13 settembre 2012 HRT torna ad avere il terzo canale, la cui programmazione è dedicata soprattutto alla cultura.
- HRT 4 o Četvrti program è il canale all-news, lanciato il 24 dicembre 2012.
- HRT int. (HRT 5 fino al 2 gennaio 2019) è il quinto canale e ha vocazione internazionale per i croati residenti fuori dalla repubblica di Croazia. È diffuso solo via satellite (Eutelsat 16° est ed Eutelsat Hot Bird 13° est).

## Canali radio

### Nazionali
- HR 1, che trasmette principalmente programmi-contenitore, nonché notiziari ogni ora.

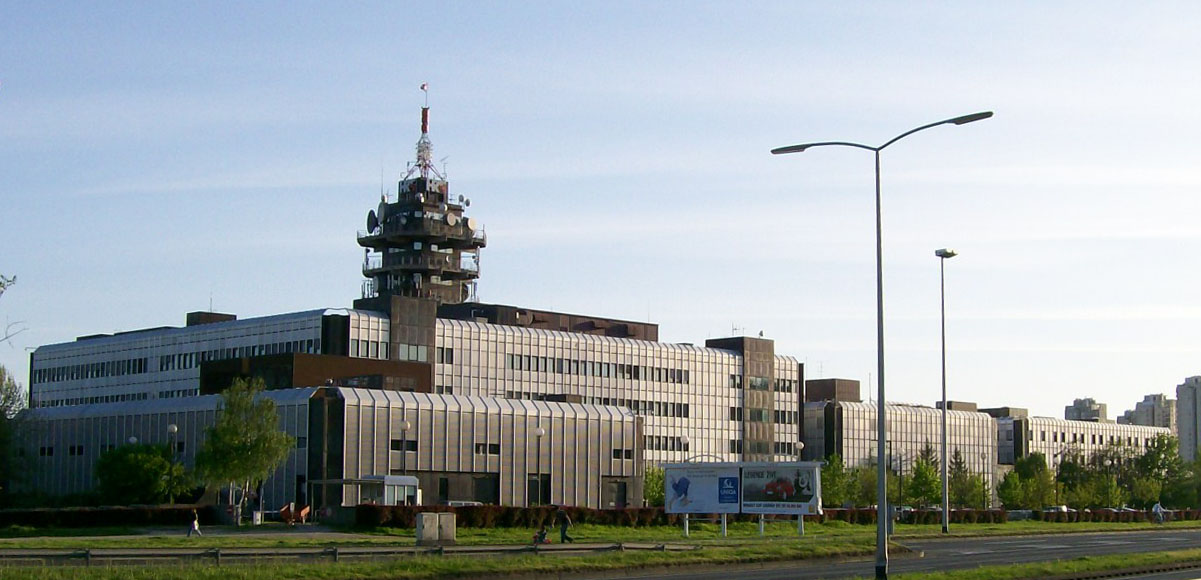
Centro di produzione della Radiotelevisione croata, Prisavlje, Zagabria

- Centro di produzione della Radiotelevisione croata, Prisavlje, ZagabriaHR 2, che trasmette principalmente programmi di intrattenimento, con notiziari cadenzati al trentesimo minuto di ogni ora.
- HR 3, che trasmette programmi di musica classica e simili.

### Regionali
- HR Dubrovnik, Ragusa
- HR Sljeme, Zagabria
- HR Rijeka, Fiume (Radio Fiume)
- HR Pula, Pola (Radio Pola)
- HR Osijek, Osijek
- HR Split, Spalato
- HR Zadar, Zara
- HR Knin, Tenin

HR Rijeka (Radio Fiume in italiano) trasmette, all'interno della convenzione con la comunità italiana, anche programmi radiofonici in lingua italiana: in particolare, la stazione diffonde ogni giorno tre notiziari (ore 10:30, 12:30, 14:30) e un giornale radio (ore 16:00) in lingua italiana: è ricevibile in loco, anche in Friuli e Veneto Orientale via FM 104,7 MHz, su internet (intero programma) HRT–Radio Rijeka, via satellite (ore 18.30) in Europa, Nord Africa, Medio oriente su Eutelsat Hot Bird 13C, 13°E; in Europa orientale su Eutelsat 16A, 16°Est; in America Centrale e Meridionale sul satellite Galaxy 19, 97° ovest; in Australia e Nuova Zelanda su OPTUS D2, 152° est.
Un ruolo simile svolge in Slovenia, Radio Capodistria, canale radio della RTVSLO, ma quest'ultima ha suddiviso la sua programmazione in due canali radio distinti, uno in lingua italiana (Radio Capodistria) e l'altro in lingua slovena (Radio Koper).
Anche HR Pula (in italiano Radio Pola) possiede una redazione italiana, che produce tre notiziari giornalieri, che il sabato si riducono a uno, e due programmi che vanno in onda la domenica, la Mezz'ora italiana, mosaico d'informazione e curiosità, e La parola del Signore, rubrica religiosa.

### Internazionali
- Glas Hrvatske ("Voce della Croazia")

La Voce della Croazia è il programma per l'estero della HRT. Fino al primo gennaio 2013 essa ha trasmesso su onde corte e medie, ma da quella data la diffusione in onde corte è stata abbandonata, lasciando solo la trasmissione da Zara su 1134 kHz.
Il trasmettitore a onde medie di Zara era un tempo uno dei più potenti d'Europa e permetteva di ascoltare in gran parte del continente, nelle ore notturne, i programmi della Jugoslovenska radiotelevizija e più tardi della HRT: esso fu danneggiato duramente durante il conflitto dei primi anni novanta e da allora ha operato con una potenza ridotta sulla frequenza di 1134 kHz, fino alla sua disattivazione, avvenuta il primo gennaio 2014. La Voce della Croazia trasmette programmi in inglese, spagnolo, tedesco, volti a un pubblico internazionale, e in croato, volti ai croati residenti all'estero. Sono anche ritrasmessi i notiziari di Radio Fiume in italiano, di Radio Osijek in ungherese, di Radio Žepče, stazione bosniaca con sede a Žepče (città con una notevole presenza croata) in croato.
Attualmente Glas Hrvatske ("Voce della Croazia") trasmette 24 ore al giorno
in Europa, Nord Africa, Medio Oriente sui satelliti Eutelsat Hot Bird 13C a 13°E ed Eutelsat 16A a 16 gradi est per l'Europa centrale e orientale.

## Canali televisivi non più in onda
- HRT Plus: rete televisiva trasmessa via cavo e via satellite. Spenta il 12.09 2012 con l'arrivo di HRT 3, offriva la migliore programmazione offerta da HRT1 e HRT2. Era dedicata ai croati residenti all'estero.[12]
- Slika Hrvatske: canale televisivo internazionale gratuito che trasmetteva un blocco di programmi di otto ore di interesse per i croati emigrati all'estero e in onda nell'orario in cui HRT Plus non trasmetteva. Ha chiuso la programmazione a marzo 2016.[13]

## Programmi televisivi di successo
- Dnevnik, il notiziario
- Latinica, un talk show settimanale
- Nedjeljom u dva ("Domenica alle due"), talk show settimanale
- Dobro jutro, Hrvatska ("Buongiorno, Croazia"), programma-contenitore mattutino
- Hrvatska uživo ("Croazia dal vivo"), programma-contenitore pomeridiano
- Dan za danom ("Giorno dopo giorno"), programma-contenitore pomeridiano
- Evergreen, programma musicale del sabato
- Transfer, programma che tratta di cultura ed arti alternative (arti visuali, musica e cultura web)
- Zvijezde pjevaju ("Solo due di noi") [letteralmente "Le stelle cantano"], grande programma canoro del sabato
- Ples sa zvijezdama ("Ballando con le stelle"), programma coreutico del sabato
- Dora, il festival che ogni anno seleziona la entry croata dell'Eurovision Song Contest (sempre presente dal 1993 ma ritirata nel 2014)

## Loghi canali televisivi

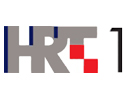
logo HRT 1
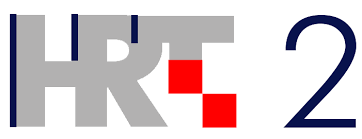
logo HRT 2
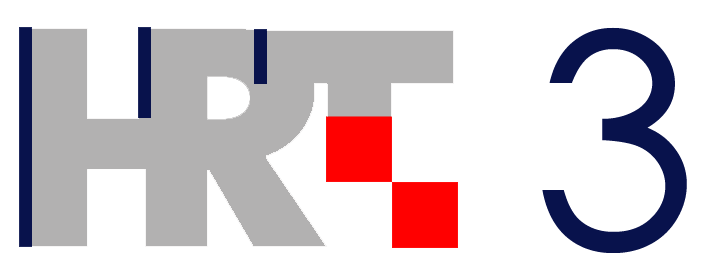
logo HRT 3
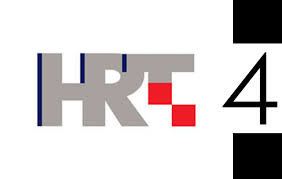
logo HRT 4
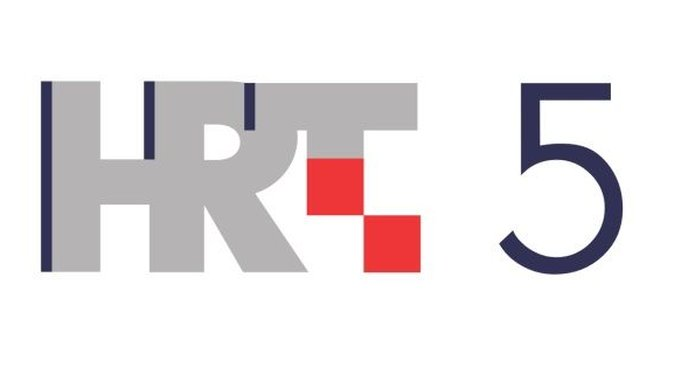
logo HRT 5

## Loghi canali radio nazionali

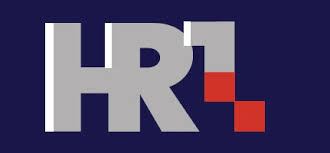
logo radio HR 1
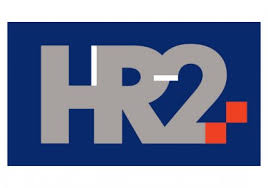
logo radio HR 2
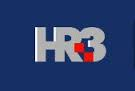
logo radio HR 3